# 양양 포매리 백로와 왜가리 번식지
양양 포매리 백로와 왜가리 번식지는 대한민국 강원특별자치도 양양군 현남면 포매리에 있는 백로와 왜가리의 번식지로 대한민국의 천연기념물 제229호로 지정되어 있다.